# Ньяса (провинция)
Нья́са (порт. Niassa) — провинция в Мозамбике. Площадь провинции Ньяса составляет 129 056 км². Численность населения 1 182 393 человек (на 2007 год). Административный центр — город Лишинга.

## География
Провинция Ньяса расположена в северной части Мозамбика. На севере провинции протекает река Рувума, по которой проходит государственная граница между Мозамбиком и Танзанией. На западе провинции лежит озеро Ньяса, отделяющее Мозамбик от Малави. На востоке Ньяса граничит с провинцией Кабу-Делгаду, на юго-востоке — с провинциями Нампула и Замбезия.
Провинция Ньяса является самой «высоколежащей» в Мозамбике. Она расположена на высоте около 700 метров над уровнем моря (в среднем). Плато Лишинга, занимающее приблизительно 1/4 часть провинции, находится на высоте в 1500 метров. Наиболее высокая точка Ньясы — гора Джези высотой в 1836 метров (в западной части Ньясы).
На севере провинции расположен резерват Ньяса Гейм, крупнейший природный заповедник Мозамбика.

## История
В первой половине XX века территория провинции Ньяса находилась во владении (аренде) англо-португальской Компании Ньясы.

## Население
Наибольшую часть населения Ньясы составляет народ яо, в подавляющем количестве проживающий в северных и восточных её районах. В центре провинции, городе Личинга, 40 % населения также относится к народу яо. Кроме яо, в Ньясе живут также представители народностей макуа и ньянджа (малави).
Ньяса является самой крупной территориально, и в то же время самой малозаселённой провинцией страны. После обретения Мозамбиком независимости в 1975 году его правительство приняло программу — в целях развития региона — заселения пустынных земель Ньясы переселенцами из других районов Мозамбика, однако осуществление её прошло безуспешно. Тем не менее население Ньясы постепенно возрастает. В 1980 году здесь проживало около 300 тысяч человек, в 1996 — уже 782 365 человек.

## Административное деление
В административном отношении Ньяса подразделяется на 15 дистриктов и 4 муниципалитета.

### Дистрикты
- Cuamba
- Lago
- Lichinga
- Majune
- Mandimba
- Marrupa
- Maúa
- Mavago
- Mecanhelas
- Mecula
- Metarica
- Muembe
- N'gauma
- Nipepe
- Sanga

### Муниципалитеты
- Cuamba (cidade)
- Lichinga (cidade)
- Marrupa (vila)
- Metangula (vila)